# Berger Straße 3 (Düsseldorf)

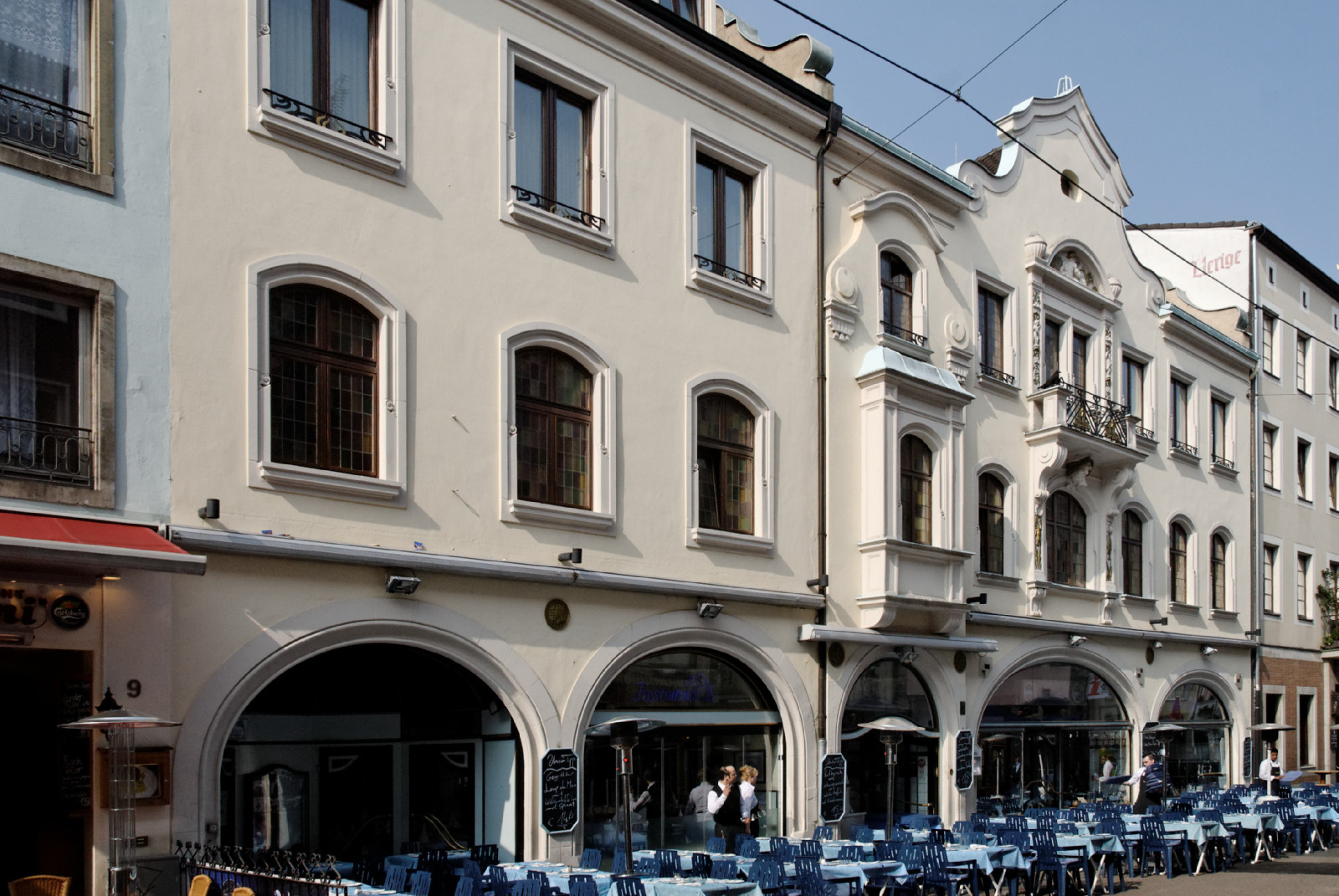
Geschäftshaus Berger Straße 3 im Jahr 2011, mit angepasstem Neubau von RKW Architekten aus den 1980ern links

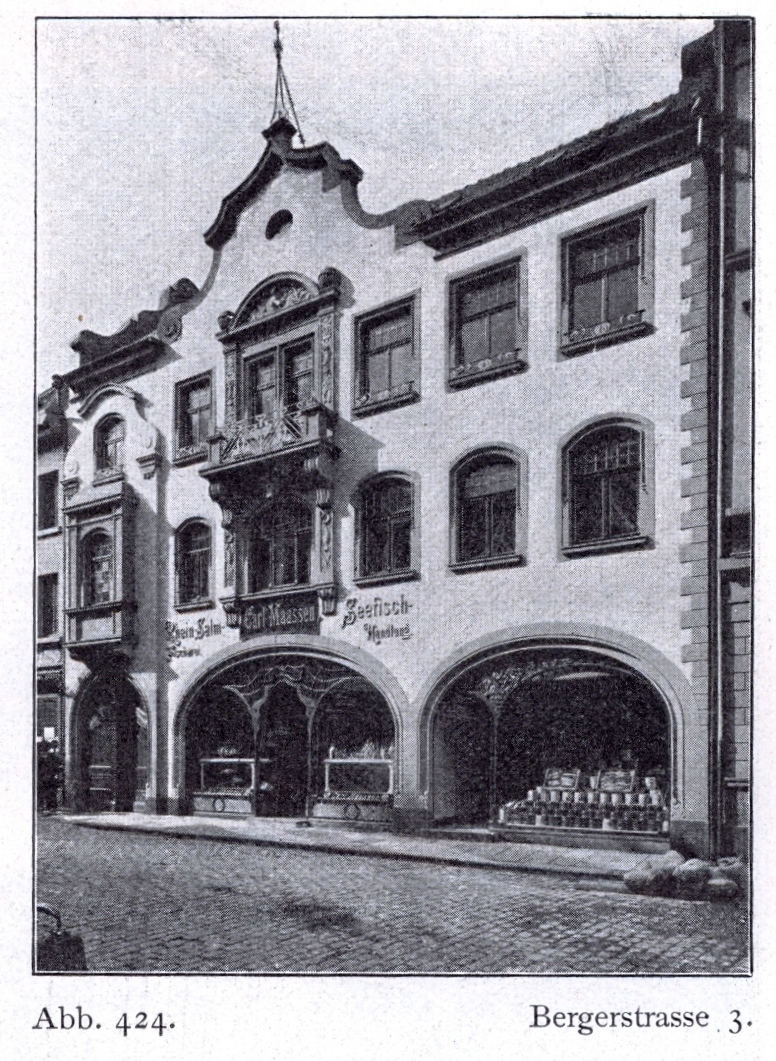
Geschäftshaus Berger Straße 3 (vor 104)

Das Geschäftshaus Berger Straße 3 in Düsseldorf wurde 1899 von den Architekten Viktor Wolff für die Fischhandlung Carl Maassen (andere Schreibweise: Karl Maaßen) erbaut. Es steht seit 1984 unter Denkmalschutz.

## Lage
Das Haus befindet sich in der Düsseldorfer Altstadt an der Berger Straße, welche die Verbindung zwischen dem alten Marktplatz und dem Carlsplatz bildet. Als Verbindungsstraße zwischen den beiden Wochenmärkten siedelten an der Berger Straße traditionell Lebensmitteleinzelhändler. Die ab 1478 bebaute Straße ist seit 1974 eine reine Fußgängerzone in der sich heute zahlreiche Restaurants befinden. Im rechten Nachbarhaus, Berger Straße 1, befindet sich die Traditionsgaststätte Uerige.

## Beschreibung
1904 hieß es über das Geschäftshaus, es sei wegen seiner historistischen Fassade „bemerkenswert“: Die Gliederungen sind aus Sandstein; die Wandflächen sind verputzt. Das Erdgeschoss zeigt große Schaufenster mit Segmentbogenabschluss. Verschiedene Achsen sind architektonisch besonders ausgestaltet: So die Durchfahrt auf der linken Seite, die als Risalit leicht hervortritt, mit darüberbefindlichem Erker. Eine andere Fensterachse wird von Pilastern eingerahmt, mit halbrunden Ziergiebel als Fensterverdachung. Ein Schweifgiebel schmückt die Fassade.
Im Zweiten Weltkrieg beschädigt, konnte das Haus später wieder instand gesetzt werden. In den 1980er Jahren erfuhr das Gebäude eine stilistisch angepasste Erweiterung auf der linken Seite, wo sich jahrzehntelang ein eingeschossiger Behelfsbau befand. Architekten des Erweiterungsbaus waren RKW Rhode Kellermann Wawrowsky. Das Gebäude wurde aufgrund seiner „guten Gestaltung“ 1984 in die Denkmalliste aufgenommen.

## Geschichte
Der Vorgängerbau auf der Berger Straße 3 ist frühestens für das Jahr 1632 bezeugt, als dort der Bürgermeister Nettesheim wohnte. Ab 1712 bis mindestens 1806 wurde das Haus „König von England“ genannt und zeitweise als Gaststätte genutzt. Im Jahr 1899 ließ die seit etwa 1820 in Düsseldorf als Fischer und Fischhändler tätige Familie Maassen das heute noch bestehende Haus errichten. Die Familie betrieb hier ein über Düsseldorf hinaus bekanntes Fischgeschäft mit angeschlossenem Restaurant. Der Betrieb musste Ende der 1990er Jahre Insolvenz anmelden. Seit 1998 befindet sich in dem Gebäude ein Fischrestaurant.